# 2012 au Mali
Chronologie du Mali
2010 au Mali - 2011 au Mali - 2012 au Mali - 2013 au Mali - 2014 au Mali
2010 par pays en Afrique - 2011 par pays en Afrique - 2012 par pays en Afrique - 2013 par pays en Afrique - 2014 par pays en Afrique

## Politique
L’année 2012 est marquée par une rébellion touarègue initiée par le Mouvement national pour la libération de l'Azawad (MNLA) à partir du 17 janvier 2012. Ce mouvement armé attaque plusieurs camps militaires maliens dans le nord du pays. 
Un coup d’État militaire, mené par des soldats reprochant au président et au gouvernement de ne pas donner les moyens à l’armée de vaincre la rébellion, a lieu le 22 mars. Le président Amadou Toumani Touré, dont le second mandat s’achevait cette année, est renversé. 
Profitant de la crise institutionnelle au sud et des défaillances de l’armée malienne, le MNLA et des mouvements djihadistes — Ansar Dine, Mouvement pour l'unicité et le jihad en Afrique de l'Ouest (MUJAO) et Al-Qaida au Maghreb islamique (AQMI) — s’emparent des trois régions nord du Mali. Le MNLA proclame l’indépendance de l’Azawad le 6 avril. Cette proclamation est condamnée par l’ensemble de la communauté internationale.
Les rivalités entre le MNLA et les mouvements djihadistes donnent lieu à des combats et Ansar Dine, le MUJAO et AQMI prennent le contrôle des principales villes du nord et y imposent la charia.
La communauté internationale, notamment la Communauté économique des États de l'Afrique de l'Ouest (Cédéao), condamne le coup d'État et contraint les putschistes à rendre le pouvoir. Après la démission du président Amadou Toumani Touré, le président de l’Assemblée nationale, Dioncounda Traoré devient président par intérim le 10 avril. Il nomme Cheick Modibo Diarra Premier ministre. Son premier gouvernement, formé essentiellement de techniciens et de militaires, est rejeté par une partie de la classe politique. Alors que les putschistes continuent malgré la pression internationale à jouer un rôle politique de premier plan, le président par intérim est violemment agressé lors d’une manifestation le 21 mai et se rend en France pour se faire soigner. À son retour au Mali, il rencontre les « forces vives de la nation » afin de nommer un gouvernement d’union nationale. Le Premier ministre Cheick Modibo Diarra est reconduit mais un nouveau gouvernement intégrant des personnalités politiques est nommé le 20 août. Des négociations ont lieu entre le gouvernement malien et la Cédéao en vue de la mise en place d’une force militaire africaine qui, sous mandat des Nations unies, viendrait aider les soldats maliens à la reconquête du nord. La France soutient cette perspective mais n’envisage pas d’y participer. Sous l’égide du président burkinabè Blaise Compaoré, médiateur de la Cédéao, des négociations tentent de se mettre en place entre le MNLA et Ansar Dine et le gouvernement malien qui défend, avec le soutien de la communauté internationale, l’intégrité de son territoire et la laïcité de l’État. 
Le 11 décembre, le Premier ministre est contraint par les militaires putschistes à démissionner. Le président par intérim nomme Premier ministre Diango Cissoko, qui forme un nouveau gouvernement.

## Sport
- L'équipe du Mali de football participe à la Coupe d'Afrique des nations de football 2012 qui se déroule du 21 janvier au 12 février 2012 au Gabon et en Guinée équatoriale. L'équipe est constituée par Oumar Sissoko, Soumbeyla Diakité, Almamy Sogoba, Ousmane Coulibaly, Idrissa Coulibaly, Drissa Diakité, Cédric Kanté, Mohamed Fofana, Adama Tamboura, Mahamadou N'Diaye, Abdoulaye Maïga, Seydou Keita, Khalilou Traoré, Bakaye Traoré, Abdou Traoré, Samba Diakité, Mahamane Traoré, Sidy Koné, Samba Sow, Cheick Diabaté, Garra Dembélé, Modibo Maïga, Mustapha Yatabaré. L’équipe malienne arrive en demi-finale et remporte la 3e place.

- Le Mali participe aux Jeux olympiques et aux jeux paralympiques à Londres sans gagner de médaille.

## Chronologie

### Janvier 2012
- Mercredi 4 janvier 2012 :
  - Le gouvernement adopte en conseil des ministres un projet de loi portant modification de la Loi du 20 août 2001 portant Code de procédure pénale et qui vise à créer un pôle judiciaire spécialisé de lutte contre le terrorisme et la criminalité transnationale organisée. Ce pôle est créé en réponse à « l’existence de groupes criminels organisés se livrant à des actes de terrorisme comme la prise en otage de ressortissants étrangers et de trafic international de drogues, notamment dans sa partie septentrionale »[1].
  - L'Espace d'échange et de concertation des femmes du Mali qui regroupe les organisations féminines maliennes, publie un communiqué pour condamner le nouveau code des personnes et de la famille, adopté en seconde lecture par l’Assemblée nationale, considérant que « Ce code, qui était censé corriger les discriminations et améliorer le statut de la femme malienne et des enfants maliens, en réduisant les inégalités et en harmonisant les lois internes avec les conventions régionales et internationales ratifiées, a été une véritable déception et un vrai recul en matière de droits humains des femmes et des enfants »[2],[3].
  - Achour Bin Hayal, ministre libyen des Affaires étrangères rencontre  à Bamako le président Amadou Toumani Touré à qui il remet un message du président du Conseil national de transition libyen. Il assure que les deux pays vont poursuivre leur coopération[4].

- Jeudi 5 janvier 2012, l'Assemblée nationale adopte à l'unanimité le projet de loi interdisant au 1er avril 2013 de la production, de l'importation, de la commercialisation, de la détention et de l'utilisation de granulés et de sachets plastiques au Mali[5].

- Vendredi 6 janvier 2012, l'Assemblée nationale adopte à l'unanimité les projets de loi rétablissant les arrondissements comme troisième circonscription administrative, les deux autres étant les régions ou district de Bamako et les cercles. La loi du 11 février 1993 déterminant les conditions de la libre administration des collectivités locales avaient, dans les faits, conduit à la suppression des arrondissements[6].

- Samedi 7 janvier 2012, Ibrahim Boubacar Keïta, ancien Premier ministre et président du Rassemblement pour le Mali annonce au cours d’un rassemblement de ses clubs et associations de soutien réuni Palais de la Culture Amadou Hampaté Ba à Bamako qu’il est candidat à l'élection présidentielle malienne de 2012[7].

- Mercredi 11 janvier 2012, le Syndicat national de l’éducation de base (Syneb), au cours d’une assemblée générale qui s’est tenue au Centre islamique Hamdallaye à Bamako, décide de poursuivre le grève illimitée entamée le 25 novembre 2011, considérant que ces revendications, notamment celle concernant l’intégration dans la fonction publique des enseignants contractuels, n’étaient pas satisfaites[8].

- Jeudi 12 janvier 2012, quinze partis politiques signent un protocole d’accord en vue de « constituer un pôle républicain et démocratique fort et stable » pour soutenir la candidature d’Ibrahim Boubacar Keïta à l’élection présidentielle malienne de 2012, IBM-Mali 2012. Il s’agit du Mouvement pour l'indépendance, la renaissance et l'intégration africaine (Miria), de l’Union des Maliens pour le progrès (UMP), de l’Union malienne-rassemblement démocratique africain, du Front africain pour la mobilisation et l'alternance (Fama), du Rassemblement des démocrates républicains (RDR), du Rassemblement pour la justice au Mali (RJD), Parti Sigikafo Oyédamouyé (PSO), de la Concertation démocratique, du Parti de la différence au Mali (PDM), du Parti socialiste et démocratique du Mali (PSDM), du Parti populaire pour le progrès (PPP), du PPM, du MPLO, du RUP, de l'Action démocratique pour le changement et l'alternance au Mali (ADCAM) et du Rassemblement pour le Mali (RPM)[9].

- Du jeudi 12 au samedi 14 janvier 2012, la dixième édition du Festival au désert se tient à Tombouctou avec la présence du chanteur Bono qui brave, ainsi que quelques dizaines de festivaliers européens, les consignes des pays occidentaux de ne pas se rendre dans cette région du Mali à cause du risque d'enlèvement par Al-Qaida au Maghreb islamique[10].

- Samedi 14 janvier 2012, Ibrahim Boubacar Keïta est investi pour l'élection présidentielle de 2012 au stade omnisports Modibo-Keïta de Bamako[11].

- Dimanche 15 janvier 2012, Mountaga Tall est investi dimanche à Bamako candidat à l'élection présidentielle malienne de 2012 par le Congrès national d'initiative démocratique (CNID)[12].

- Lundi 15 janvier 2012, la Fédération internationale des ligues des droits de l'homme (FIDH), l'Association malienne des droits de l'homme (AMDH), l'Espace d'échange et de concertation des femmes du Mali et l'Union interafricaine des droits de l'homme (UIDH), dans une lettre ouverte adressée au président Amadou Toumani Touré, expriment leur préoccupation concernant le code de la famille adopté en second lecture par l'Assemblée nationale et demande au président de ne pas le promulguer, soulignant « la non-conformité de ce texte avec les principes garantis par la Constitution malienne, ainsi qu'avec les obligations internationales du Mali »[13].

- Mardi 17 janvier 2012:
  - Des rebelles du Mouvement national pour la libération de l'Azawad (MNLA) attaquent les troupes de l'armée malienne à Ménaka dans le nord du Mali. Les bilans humains sont contradictoires selon les sources[14].
  - Modibo Sidibé, ancien Premier ministre annonce sa candidature à l'élection présidentielle malienne de 2012[15].
  - Le président Amadou Toumani Touré promulgue le nouveau Code des personnes et de la famille[16].

- Mercredi 18 janvier 2012 : 
  - les rebelles du Mouvement national pour la libération de l'Azawad (MNLA) attaquent les camps militaires situés à Aguel'hoc et Tessalit[17].
  - Réunie en séance plénière, l'Assemblée nationale adopte une résolution condamnant les attaques menées dans le nord du Mali et réaffirmant son attachement à l’intégrité du territoire[18].
  - Jean Ping, président de la commission de l'Union africaine condamne « avec la plus grande fermeté » ces attaques et assure « le plein soutien de l'Union africaine aux efforts du gouvernement malien, ainsi qu'aux mesures prises par lui, pour faire face à la situation et restaurer immédiatement la paix et la sécurité dans les zones concernées »[17].

- Jeudi 19 janvier 2012, l'Assemblée nationale adopte à l'unanimité des 123 présents le projet de loi abrogeant et remplaçant la loi de 2003 instituant le Vérificateur général et à l'unanimité des 91 présents le projet de loi modifiant la loi de mars 1997 instituant le médiateur de la République. Ces projets de loi entrent dans le cadre de la réforme de l'État[19].

- Dans la nuit du jeudi 19 au vendredi 20 janvier 2012, selon des sources concordantes citées par l'Agence France-Presse, l'armée malienne reprend le contrôle des trois villes attaquées par le MNLA[20].

- Samedi 21 janvier 2012, Ibrahim Boubacar Keïta, président du Rassemblement pour le Mali et candidat à l'élection présidentielle malienne de 2012, appelle lors d'un meeting à Mopti à l’unité nationale derrière un front républicain réunissant tous les patriotes, car « le Mali doit rester un et indivisible »[21].

- Le week-end du 21 et 22 janvier 2012, le Comité directeur du Parti de l'indépendance, de la démocratie et de la solidarité décide de soutenir la candidature d'Ibrahim Boubacar Keïta à l'élection présidentielle malienne de 2012[22].

- Mardi 24 janvier 2012 :
  - À 6h du matin, selon le ministère malien de la Défense, des membres d'Al-Qaida au Maghreb islamique (Aqmi) et des rebelles du MNLA attaquent conjointement la localité d'Aguel'hoc[23].
  - Mardi 24, à Nouakchott, capitale de la Mauritanie, Soumeylou Boubèye Maïga, ministre malien des Affaires étrangères, en marge d'une réunion sur la sécurité au Sahel rassemblant des ministres de la Mauritanie, du Mali, du Niger et de l'Algérie, déclare que « l’État malien est prêt à écouter, mais il n'est pas prêt à accepter des actions qui peuvent être de nature à menacer la stabilité et la sécurité du pays, l'unité du Mali et son indivisibilité sont garanties ». Abdelkader Messahel, ministre algérien délégué aux Affaires maghrébines et africaines, condamne le recours à la violence pour porter des revendications même légitimes[24].

- Jeudi 26 janvier 2012 :
  - Le MNLA affirme avoir attaqué Andéramboukane, localité située à la frontière avec le Niger et pris la ville de Léré[23],[25]..
  - Quinze partis politiques décident de s'allier à l'Alliance pour la démocratie au Mali-Parti africain pour la solidarité et la justice et de soutenir la candidature de Dioncounda Traoré à l'élection présidentielle. Il s'agit de l'Alliance malienne pour le travail (Amt), du Parti démocratique pour la justice (Pdj), du Mouvement pour la démocratie et le développement (Mdd), du Parti concertation démocratique (Pcd), du Parti social démocratique (Psd), du Front populaire pour la démocratie (Fpd), du Rassemblement constitutionnel démocratique (Rcd), du Psr, de l’Association politique Yêrêko, du Parti pour la justice et la démocratie directe (Pjdd), du Parti pour l’éducation, la culture et la santé (Pecs), du Parti démocratique de développement (Pdd), du Parti écologique pour l’intégration (Pei), du parti pour la démocratie et le progrès (Pdp) et de l’Ufp[26].

- Vendredi 27 janvier 2012 :
  - Lors d’une conférence régionale de la Convergence pour le développement du Mali (Codem), son président Housseini Amion Guindo, candidat à l’élection présidentielle malienne de 2012, doute de la tenue des élections en déclarant qu’« il n’est pas certain que les élections aient lieu, car, la crise du nord risque d’affecter les élections. Pour la tenue d’élections libres il faut d’abord la paix. Le Mali compte 8 régions, or il se trouve malheureusement que 3 régions soient affectées par cette crise du nord (Tombouctou, Gao et Kidal. Alors comment tenir une élection dans une partie du pays alors que l’autre est en crise »[27].
  - Le Premier ministre madame Cissé Mariam Kaïdama Sidibé inaugure l’amphithéâtre de la nouvelle Université de Ségou et préside la rentrée solennelle de cette première université malienne en dehors de Bamako[28].

- Samedi 28 janvier 2012, Cheick Bougadary Traoré, président de la Convergence africaine pour le renouveau (CARE), et fils de l'ancien chef d'État Moussa Traoré, est investi candidat de son parti à l’élection présidentielle malienne de 2012[29].

- Dimanche 29 janvier 2012 :
  - Ibrahim Boubacar Keïta déclare à Tombouctou, au cours de la conférence régionale du Rassemblement pour le Mali (RPM), que les attaques de Menaka, Tessalit, Aguelhok, Anderamboukane et Léré mené par le MNLA étaient des « actes de trahison, par ceux-là mêmes qui ont été accueillis à bras ouverts à leur retour de Libye ». L'ancien Premier ministre, candidat à l'élection présidentielle malienne de 2012, a insisté sur « la nécessité de l’union nationale derrière le Président Amadou Toumani Touré, pour vaincre la rébellion et le terrorisme ». Il a préconisé l'adoption d'une loi de programmation militaire pour adapter les forces armées et de sécurité aux nouvelles menaces, et l’organisation d’Assises nationales du Nord[30].
  - Jamille Bittar, premier vice-président du Parti pour le développement économique et social du Mali (PDES), annonce sa candidature à l'élection présidentielle[31].

- Mardi 31 janvier 2012, une marche de femmes et de jeunes du camp militaire Soundiata-Keïta de Kati est organisée. Les manifestants qui se sont rendus à Koulouba, à la présidence de la République, ont été reçus par Natié Pléa, ministre de la Défense et des anciens combattants[32].

### Février 2012
- Mercredi 1er février 2012, des actes de violences contre des touaregs et des arabes sont perpétrés à Kati et à Bamako par des jeunes manifestants en colère en représailles aux attaques menées dans le nord du Mali par le Mouvement national pour la libération de l'Azawad (MNLA). A Kati, une pharmacie appartenant à un touareg originaire de Tombouctou est saccagée, ainsi que la maison de l’ancienne ministre de l’Artisanat et du Tourisme, Zakiyatou Oualett Halatine, également originaire de Tombouctou. Le président Amadou Toumani Touré intervient à la télévision nationale pour appeler au calme et demander aux Maliens de ne pas confondre « ceux qui ont attaqué certaines casernes militaires et localités au Nord (…) avec nos autres compatriotes touaregs, arabes, songhaï, peulh »[32].

- Jeudi 2 février 2012 : 
  - le président de la République procède un mini remaniement du Gouvernement de Cissé Mariam Kaïdama Sidibé. Le général Sadio Gassama, précédemment ministre de la Sécurité intérieure et de la protection civile, est nommé ministre de la Défense et des Anciens combattants, laissant sa place à Natié Pléa, précédemment ministre de la Défense et des anciens combattants[33].
  - Le ministre des Affaires étrangères, Soumeylou Boubèye Maïga, entame à Alger des discussions avec des délégués de l'Alliance démocratique du 23 mai pour le changement, dont des membres combattent aux côtés du MNLA[33].
  - Dans une déclaration lue par son porte-parole, Vitoria Nuland, le département d’État américain condamne « les attaques perpétrées par des groupes armés contre un certain nombre de villes du nord. Ces actions entreprises par des groupes qui prétendent défendre les droits des Maliens menacent plutôt le bien-être de tous les citoyens maliens » et appelle à une reprise du dialogue. Le département américain condamne également « les attaques de représailles apparentes contre les membres des groupes ethniques liés à la situation au nord »[34].
  - De nouvelles manifestations des familles et sympathisants de militaires combattant les rebelles touaregs ont lieu à Bamako, Kati et Ségou pour protester contre la gestion de la crise par le pouvoir malien[35].

- Samedi 4 février 2012:
  - Le gouvernement malien et l'Alliance démocratique du 23 mai pour le changement, lancent depuis Alger un appel urgent au cessez-le-feu. Bilal Ag Cherif, secrétaire général du MNLA déclare dans une interview au journal arabophone algérien El Khabar ne pas être concerné par cet appel au cessez-le-feu[36].
  - Une délégation de partis politiques représentés à l'Assemblée nationale et participant à la majorité rencontre le président de la république Amadou Toumani Touré. La délégation est constituée de Soumaïla Cissé, Dioncounda Traoré, Tiébilé Dramé et Choguel Kokalla Maïga. Elle apporte son soutien au chef de l'État[37].
  - Le MNLA, qui rejette la responsabilité du conflit sur « le gouvernement malien qui n'a jamais sérieusement envisagé le dialogue pour la prise en charge de l'avenir des populations de l'Azawad », communiqué la liste des sept membres de son comité exécutif, dirigé par le secrétaire général Bilal Ag Cherif. Mohamed Ag Najem est chef d'état-major et Hamma Ag Sidi Mohamed est le porte-parole officiel du MNLA[38].

- Mardi 7 février 2012, le MNLA attaque tôt le matin le poste militaire de Tinzaouaten, situé à quelques kilomètres de la frontière algérienne. L'armée malienne repousse les assaillants[39].

- Mercredi 8 février 2012 : 
  - Ban Ki-moon, Secrétaire général des Nations unies, préoccupé « par les combats en cours entre des groupes rebelles touaregs et les forces gouvernementales au nord du Mali » et inquiet « de l’ampleur des conséquences humanitaires de la crise, affectant notamment des victimes civiles innocentes, des milliers de personnes déplacées et de nombreuses autres personnes contraintes de trouver refuge dans les pays voisins, contribuant ainsi à aggraver une situation humanitaire déjà très critique dans la région du Sahel », condamne « l’usage de la violence à des fins politiques » et demande aux groupes rebelles de « cesser immédiatement leurs attaques et à entamer un dialogue avec le Gouvernement du Mali pour résoudre leurs griefs »[40].
  - le MNLA prend le contrôle de la localité de Tinzaouatène, proche de la frontière avec l'Algérie. Les autorités maliennes assurent qu'il s'agit d'un retrait stratégique alors que le MNLA affirme avoir combattu l'armée malienne et fait des prisonniers[41].

- Jeudi 9 février 2012, le parti d'opposition Solidarité africaine pour la démocratie et l'indépendance (Sadi), au cours d'une conférence de presse, réclame la démission du président de la république Amadou Toumani Touré qu'il considère comme responsable avec  son gouvernement, le Mouvement national de Libération de l’Azawad (MNLA), certains anciens militaires de Libye, AQMI et les narcotrafiquants, de la situation au nord du Mali. Il demande la nomination d'un gouvernement de quinze membres chargés de mettre fin à la guerre et ouvrir le dialogue avec le MNLA, assurer la sécurité dans le pays, organiser sérieusement les élections présidentielles et législatives[42].

- Vendredi 10 février 2012 :
  - L'armée malienne affirme avoir tiré depuis cinq hélicoptères sur les positions des rebelles du MNLA à quelques kilomètres de Kidal[43].
  - Mary Beth Leonard, ambassadrice américaine au Mali, annonce le report des manœuvres antiterroristes « Flintlock 2012 » que les États-Unis comptaient organisées avec les pays de la région en affirmant que « La participation du Mali aux manœuvres Flintlock 2012 est essentielle à leur réussite et nous comprenons son besoin de concentrer les efforts nécessaires à la préservation de sa sécurité »[43].
  - Une délégation de représentants de partis politiques, constituée par Dioncounda Traoré (ADEMA-PASJ) Soumaïla Cissé (URD), Tiébilé Dramé (PARENA) et Choguel Kokalla Maïga (MPR) est reçu par le président Amadou Toumani Touré auquel elle remet un plan d’action pour sortir de la crise au nord-Mali[44].
  - Le gouvernement burkinabè  affirme accueillir environ 10 000 maliens dont soixante-douze militaires et paramilitaires fuyant les combats dans le nord du Mali[45].
  - Le groupe du Burkina Faso Mamadou Diabaté et Mania percussion remporte le grand prix « Lamissa Bengaly » du festival Triangle du balafon à Sikasso[46].

- Lundi 13 février 2012 :
  - Le ministre français de la Coopération Henri de Raincourt déclare sur Radio France internationale que « des violences absolument atroces et inadmissibles » ont été commises à Aguel'hoc, avec des « exécutions sommaires, des soldats, des personnes – on parle d'une centaine – qui ont été capturées et ont été froidement exécutées ». Selon une source française proche du dossier interrogée par l’Agence France-Presse, « au total, il y a eu 82 morts exactement, pas de civils » et ce massacre a été commis à Aguel'hoc le 24 janvier.  Le ministre français ne précise pas les responsables du massacre mais affirme que « certains prétendent que la méthode utilisée pour l'exécution s'apparente à celle utilisée par Al-Qaida », les victimes ayant été égorgées ou tuées d’une balle dans la tête[47].
  - le président burkinabè Blaise Compaoré, après s’être entretenu avec le président malien Amadou Toumani Touré à l’occasion d’une conférence régionale sur l’éducation déclare souhaiter « une dynamique de dialogue inclusive » afin que « le gouvernement malien et les parties qui ont des contestations à faire puissent s'asseoir et en parler »[45].

- Lundi 13 et mardi 14 février 2012, des violents combat opposent les renforts de l’armée malienne aux combattant du MNLA à plusieurs kilomètres de la ville de Tessalit. L’armée malienne affirme être entrée en ville et que les militaires du camp militaire, situé à 6 km au nord de la ville a pu être ravitaillé ceux que dément le MNLA qui assure encercler le camp[48].

- Mardi 14 février 2012 : 
  - Soumeylou Boubèye Maïga, ministre malien des affaires étrangères, déclare dans une interview à Radio France internationale que le Mali reste « ouvert au dialogue (...) sur tout ce qui peut toucher au partage du pouvoir et sur des bases transposables à l’ensemble du pays » mais refuse « tout partage du territoire ». Revenant sur les massacres de soldats  à Aguel'hoc le 24 janvier, Soumeylou Boubèye Maïga affirme qu'ils portent « clairement, la signature des groupes salafistes qui se trouvaient donc impliqués aux côtés du mouvement qui prétend se battre pour l’indépendance de l’Azawad »[49].
  - Le président nigérien Mahamadou Issoufou se déclare préoccupé par la situation au Mali, notamment l’afflux de réfugié sur le territoire nigérien. Selon lui, la crise est liée à la défaite de Mouammar Kadhafi qui « a catalysé les velléités de rébellion et d'indépendance, ou au moins d'autonomie, de l'Azawad »[50].

- Jeudi 16 février 2012 :
  - Dioncounda Traoré président de l’Assemblée nationale et de l’Adéma-Pasj, Tiébilé Dramé président du Parena; Choguel Kokalla Maïga, président du MPR et Younoussi Touré, président de l'URD présentent lors d'une conférence de presse à la Maison de la presse le plan d’action de la classe politique pour régler la situation du Nord-Mali. Ce plan d'action en 16 points prévoit notamment un forum national pour la paix et la stabilité. Les partis politiques souhaitent le maintien du calendrier électorale, le non-respect des échéances pourraient avoir des conséquences dramatiques sur la démocratie avec l'éventualité d'un coup d'État a prévenu Dioncounda Traoré[51].
  - Dioncounda Traoré, président de l'Assemblée nationale et candidat à l'élection présidentielle malienne de 2012 déclare que « Notre souhait est la tenue des élections dans les délais constitutionnels, mais si nous voulons des élections paisibles, transparentes et apaisées, il faut que les armes se taisent, il faut qu'il y ait la paix et la stabilité »[52].
  - Serge Daniel, correspondant de Radio France internationale et l’Agence France-Presse à Bamako depuis vingt ans, déclare le 16 février au quotidien français Libération, qu'il est convaincu que le MNLA et des membres d'AQMI « ont combattu côte à côte à Aguelhoc, où des exécutions sommaires de soldats ont eu lieu fin janvier »[53].
  - Les rebelles du MNLA reprennent la ville de Léré, l'armée malienne s'étant repliée en direction de Nampala[54].
  - Mme Dandara Touré est nommée ministre de la Promotion de la Femme, de l’Enfant et de la Famille [55] en remplacement du Dr Konaré Mariam Kalapo[56].

- Vendredi 17 février 2012, le MNLA attaque vers 1h30 du matin avec deux voitures le camp militaire Fihroun Al Ansary de Gao[54].

- Samedi 18 février 2012, Des combattants du MNLA attaquent deux localités situés dans la région de Mopti. À Hombori, ils attaquent la gendarmerie qui est saccagés et pillés. Moussa Balogo Maiga, chef du village est tué, peut-être par méprise les rebelles cherchant en réalité le chef de la gendarmerie. Le MNLA réfute cet assassinat en déclarant dans un communiqué « le chef de village de Hombori a été assassiné par les services de la gendarmerie malienne pour renforcer sa campagne de désinformation et d’intoxication ». À Youwarou, le MNLA attaque le village, enlevant un soldat de la garde nationale et sabotant le réseau téléphonique[54].

- Mardi 21 février 2012: 
  - Dans une interview à Jeune Afrique, Mahmoud Ag Aghaly, président du bureau politique du Mouvement national pour la libération de l'Azawad (MNLA) déclare que « les populations du nord et du sud du Mali sont trop différentes pour composer un État ensemble, comme le Mali et le Sénégal n'étaient pas faits pour être un seul pays. C'est pour ça que nous en appelons à la communauté internationale, afin qu'ils convainquent le Mali de nous donner notre indépendance »[57].
  - La commission spéciale chargée d'enquêter sur les exécutions sommaires commises à Aguel'hoc, composés de 7 membres, tous officiers supérieurs des forces armées et de sécurité et présidé par Alioune Badara Diamouténé, inspecteur général de police, remet au président Amadou Toumani Touré son rapport après avoir passé 10 jours à Aguel'hoc et rencontré des témoins des évènements. D'après les conclusions de ce rapport, des éléments d'AQMI alliés au MNLA ont participé aux attaques du 18 au 24 janvier et ont exécuté des militaires maliens. Elle déclare détenir « des preuves et témoignages des rescapés militaires et civils soutenus par des images qui attestent que des combattants de l’armée malienne désarmés ont été bien arrêtés, ligotés les mains au dos avant d’être abattus ». Par ailleurs, elle informe que « des élèves et enseignants de l’Institut de formation des maîtres (IFM) d’Aguelhoc ont été utilisés comme boucliers humains par les assaillants en difficulté lors de l’attaque du 18 janvier 2012 »[58].

- Jeudi 23 février 2012, l’assemblée nationale adopte à l’unanimité des 102 votants le projet de loi  relatif aux services privés de communication audiovisuelle qui détermine les conditions d’établissement, d’exploitation et de distribution [59].

- Samedi 25 février 2012, l'Union pour la démocratie et le développement (UDD) annonce à Koutiala son soutien au candidat Dioncounda Traoré pour l'élection présidentielle[60].

- Samedi 25 et dimanche 26 février 2012, le Rassemblement pour la démocratie et le progrès (Rdp) a tenu son cinquième congrès ordinaire à la Cité des enfants de Bamako. Bissi Sangaré est élu président et remplace le président sortant Ibrahim Diakité[61].

- Dimanche 26 février 2012, le ministre français des Affaires étrangères, Alain Juppé, effectue une visite officielle au Mali après s'être rendu au Bénin et au Burkina Faso. Il déclare être venu « rassurer les autorités maliennes face la crise du Nord et assurer de la disponibilité de la France à l’État malien dans la résolution de la rébellion ». Une manifestation organisée par des partis politiques d'oppositions et des mouvements de la société civile, parmi lesquels le collectif « Touche pas à ma constitution », l'organisation de la jeunesse du parti Sadi (Solidarité africaine pour la démocratie et l'indépendance) et la Coalition des alternatives, dette et développement (CAD-Mali), dénonce l'ingérence de la France[62]. Le chef de la diplomatie française réaffirme la nécessité d'un dialogue inter-malien pour sortir de la crise[63],[64].

- Mardi 28 février 2012, Maharafa Traoré, ministre malien de la Justice, intervient à la tribune du Conseil des droits de l'homme des Nations unies à Genève pour dénoncer l’attaque par le MNLA allié à AQMI du camp d’Aguel'hoc  où « les soldats de l’armée malienne désarmés ont été poursuivis, arrêtés, les mains liées au dos et froidement exécutés au mépris des dispositions des Conventions de Genève relatives au droit international humanitaire » et solliciter, au nom du gouvernement malien, « de la Communauté Internationale, une condamnation ferme des crimes commis par le Mouvement dit de Libération de l’Azawad et AQMI et demande un soutien pour assurer le rétablissement de la paix, de la sécurité et le développement de l’ensemble de ses régions »[65].

- Mercredi 29 février 2012, des violents affrontements ont lieu entre l'armée malienne et les rebelles du MNLA autour de Tessalit. Selon Radio France internationale, les deux camps affirment avoir l'avantage dans les combats[66].

### Mars 2012
- Jeudi 1er mars 2012, l'armée malienne effectue plusieurs raids contre des positions du Mouvement national pour la libération de l'Azawad (MNLA) autour de Tessalit[67].

- Vendredi 2 mars 2012, des rebelles touaregs enlèvent trois militaires maliens et emportent quatre véhicules de service dans la localité de Ténenkou dans la Région de Mopti, selon une déclaration d'Ely Touré du gouvernorat de Mopti à l'Agence France-Presse[68].

- Lundi 5 mars 2012, Djibrill Bassolé, ministre burkinabè des affaires étrangères, rencontre à Bamako le président Amadou Toumani Touré. Dans un entretien à Radio France internationale, il déclare qu'il « pense qu'il faut sauvegarder la stabilité, l'unicité, la cohésion nationale mais nous pouvons envisager d'aider les Maliens à discuter de ces questions pour pouvoir trouver des compromis »[69].

- Jeudi 8 mars 2012, le Rassemblement pour le développement et la solidarité (RDS), le Parti écologique du Mali (PE-Mali) et le Front pour le développement du Mali (FDM-MNJ) signent un accord avec l’Union pour la république et la démocratie pour soutenir son candidat Soumaïla Cissé à l’élection présidentielle [70].

- Samedi 10 mars 2012, « à l’appel des confessions religieuses musulmanes et chrétiennes, des représentants de plusieurs associations et coordinations dont les centrales syndicales et les familles fondatrices de Bamako », un rassemblement est organisé au Centre international de conférences de Bamako, en présence notamment de l’Imam Mahmoud Dicko, président du Haut conseil islamique du Mali, de Monseigneur Jean Zerbo, archevêque de Bamako et de Ahmed Mohamed ag Hamani, ancien Premier ministre. Mahamoud Dicko déclare : « Nous, Forces Vives de la Nation, appelons nos compatriotes qui ont pris les armes à un cessez-le-feu immédiat et sans préalable afin de préserver des vies maliennes et d'engager, sans délai, le dialogue avec les pouvoirs publics »[71].

- Dans la nuit du samedi 10 au dimanche 11 mars 2012, le MNLA prend le contrôle du camp militaire de Tessalit Pour le MNLA, la prise du camp militaire fait suite à un combat gagné par le MNLA alors que l’armée malienne parle d’un retrait stratégique et d’une évacuation du camp militaire afin de mettre à l’abri les populations civiles qui y avaient trouvé refuge[72]

- Dimanche 11 mars 2012 :
  - L’Agence France-Presse annonce que selon plusieurs sources concordantes, « un mouvement islamiste dénommé “ Ancardine ”, créé par une ancienne figure des rébellions touareg maliennes des années 90, Iyad Ag Ghali, combat auprès des rebelles touaregs contre l’armée malienne dans le Nord-est du Mali ». Des combattants d’Aqmi de la cellule dirigée par Abdelkrim Taleb, accusée « d’être l’auteur de la mort de l’humanitaire français Michel Germaneau dont Aqmi, qui le retenait en otage, avait annoncé l’exécution en juillet 2010 », sont actifs au sein d’Ancardine[73].
  - Hamed Sow, président d’honneur du Parti pour le développement économique et la solidarité (PDES), a annoncé officiellement sa candidature à l'élection présidentielle lors d’une cérémonie au Centre international des conférences de Bamako[74].
  - Le parti Avenir et développement du Mali (ADM) investit son président Madani Amadou Tall pour l’élection présidentielle malienne de 2012. La cérémonie a eu lieu à la Grande Mosquée de Bamako après une lecture du Coran et des prières pour la paix au Nord-Mali[75].

- Lundi 12 mars 2012 :
  - Une source militaire mauritanienne affirme que l’aviation mauritanienne a effectué un raid contre une colonne de quatre véhicules d’AQMI près de Tombouctou faisant deux blessés[76]. Le président mauritanien Mohamed Ould Abdel Aziz a confirmé ce raid précisant qu’il visait un criminel détenu libéré en échange d’un gendarme détenu en otage. Deux officiels maliens, le maire de la commune de Salam et un député de Tombouctou, ont toutefois affirmé que les pilotes se seraient trompé de cible et auraient touché un véhicule transportant des marchandises, occasionnant deux blessés[77].
  - Un convoi du Comité international de la Croix-Rouge (CICR) qui se rend à Tessalit pour porter secours aux civils est intercepté et bloqué par des hommes en armes. Le MNLA qui contrôle la ville assure ne pas être responsable de cette interception[78].

- Mardi 13 mars 2012 :
  - Dans une vidéo adressée à l’Agence France-Presse, le mouvement islamique Ansar Dine, créé par Iyad Ag Ghali, figure des rébellions touarègues des années 1990 au Mali, revendique la prise du camp d’Aguel'hoc fin janvier et appelle à l'application de la charia au Mali[79].
  - Saïd Djinnit, représentant spécial du secrétaire général des Nations unies en Afrique de l'Ouest, déclare que « les Nations unies soutiennent les efforts en cours visant à créer les conditions pour un dialogue entre les parties » et appelle à une « cessation des hostilités pour permettre d'apporter une assistance humanitaire aux personnes déplacées au Mali et aux personnes réfugiées dans tous les pays voisins »[80].

- Jeudi 15 mars 2012, le président malien Amadou Toumani Touré dans une interview au quotidien français Le Figaro confirme les accusations de crime de guerre portait contre le MNLA allié à AQMI lors de l’attaque d’Aguel’hoc et déclare que « le Mali subit les effets collatéraux de la guerre en Libye qui était devenue le magasin d'armes à ciel ouvert le plus important du monde, le moins cher et le mieux achalandé. À la chute du régime de Kadhafi, les ressortissants originaires du Mali qui avaient combattu pour l'ancien régime sont rentrés avec armes et bagages au pays de leurs ancêtres. Ces combattants aguerris sont près d'un millier. Ils sont équipés de véhicules blindés légers, d'artillerie, de canons antiaériens, de fusées SAM7, de mitrailleuses lourdes, de moyens de transmission, de munitions. Nous avons proposé d'installer ce contingent dans des zones de cantonnement en les aidant. Surarmé, le MNLA s'est jeté de manière unilatérale dans une guerre inutile ». Il se déclare ouvert au dialogue mais ajoute qu’il n’est pas« question d'envisager une indépendance » du Nord-Mali[81].

- Samedi 17 mars 2012, les services de sécurité mauritaniens interpellent à l’aéroport de Nouakchott à la descente d’un avion en provenance de Casablanca (Maroc) Abdallah Senoussi, l’ancien chef des services de renseignement libyens sous le régime de Mouammar Kadhafi et beau-frère de l’ancien dirigeant libyen, qui voyageait avec un passeport malien[82].

- Lundi 19 mars 2012 :
  - Kadré Désiré Ouédraogo, président de la Commission de la Communauté économique des États de l'Afrique de l'Ouest (CEDEAO), annonce dans un communiqué que « La CEDEAO envisage, dans les prochains jours, de lancer un processus de médiation au Mali, dans le cadre d'un accord de cessez-le-feu général, qui vise à regrouper toutes les parties prenantes autour de la table des négociations pour parvenir à une solution pacifique à la crise » tout en confirmant son soutien au gouvernement malien pour « préserver sa souveraineté et son intégrité territoriale et à pérenniser l'ordre constitutionnel dans le pays »[83].
  - Environ 700 jeunes de Kati participent à une marche en direction du palais présidentiel de Koulouba à Bamako[84]. Ils ont été stoppés et dispersés par les forces de sécurité entre Kati et Bamako. Les jeunes ont érigé des barricades[85].

- Mercredi 21 mars 2012, Sadio Gassama, ministre de la Défense et des anciens combattants se rend au camp militaire Soundiata Keïta à Kati pour évoquer l’évolution de la situation au Nord-Mali. Il est pris à partie par des militaires mécontents et doit partir précipitamment[86]. Des militaires maliens en colère tirent en l’air à l’intérieur du camp pour réclamer un armement adapté pour combattre les rebelles du MNLA dans le nord du Mali. En fin d’après-midi, plusieurs dizaines de militaires se rendent à Bamako et tirent en l’air. Ils investissent le bâtiment de l’Office de la radio-télévision malienne (ORTM) au centre de Bamako. La radio nationale suspend ses programmes[87]. En soirée, une mutinerie éclate à Gao où des militaires tirent en l’air[86]. À Bamako, après des échanges de coups de feu, des militaires pénètrent dans l’enceinte du palais présidentiel, partiellement incendié[88]. Le président Amadou Toumani Touré a auparavant quitté les lieux[89]. Dans la nuit, plusieurs personnalités politiques sont arrêtés et conduits au camp militaire Soundiata Keïta de Kati : : Adama Sangaré, maire de Bamako, Modibo Sidibé, ancien Premier ministre et candidat à l'élection présidentielle, Jeamille Bittar, président du Conseil économique, social et culturel (CESC) et candidat de l’Union des Mouvements et associations du Mali (Umam), le général Kafougouna Koné, ministre de l’Administration territoriale et des Collectivités locales, Abdoul Wahab Berthé, ministre de la fonction publique, Soumeylou Boubèye Maïga, ministre des Affaires étrangères, Sidiki Konaté, ministre de la communication et porte-parole du gouvernement, Agatham Ag Alhassane, ministre de l’Agriculture, Marafa Traoré, ministre de la Justice, Mohamed El Moctar, ministre du tourisme[90],[91].

- Jeudi 22 mars 2012 à 5 heures du matin, les mutins, constitués en  Comité national pour le redressement de la démocratie et la restauration de l’État font une déclaration à la télévision nationale.  Le lieutenant Amadou Konaré, porte-parole du comité annonce la suspension de la constitution et la dissolution des institutions de la République[92]. Amadou Sanogo, chef de la junte, annonce l’instauration d’un couvre-feu à partir du jeudi 22 mars[93].

- Vendredi 23 mars 2012, Ibrahim Boubacar Keïta et Soumaïla Cissé, candidats à l'élection présidentielle, dénoncent le coup d'État, tout comme l'Alliance pour la démocratie au Mali-Parti africain pour la solidarité et la justice (Adéma-Pasj) [94],[95],[96].

- Samedi 24 mars 2012, dix partis politiques maliens, l'Alliance pour la démocratie au Mali-Parti africain pour la solidarité et la justice (Adéma-Pasj), l'Union pour la république et la démocratie (URD), le Parti pour le développement économique et la solidarité (PDES), l'Union pour la démocratie et le développement, l'Union des forces démocratiques pour le progrès (UFDP), le Mouvement patriotique pour le renouveau (MPR), le Parti de la solidarité et du progrès (PSP), le Parti pour la démocratie et la justice (PDJ), le Parti pour la démocratie et le progrès (PDP), le Mouvement pour la démocratie et le développement (MDD), signent une déclaration commune condamnant le « coup de force » et exigeant le retour à la normale[97]. Ils sont rejoints par plusieurs associations et par les principaux syndicats comme l'Union nationale des travailleurs du Mali[98].

- Dimanche 25 mars 2012, le Front uni pour la sauvegarde de la République et de la démocratie (FUDR) est créé par les opposants au putsch. Il regroupe 38 partis politiques, dont l'Adéma-Pasj, le Parti pour la renaissance nationale (Parena), l'URD, le Rassemblement pour le Mali (RPM), l'UDD  et une vingtaine d'associations et de syndicats, dont la Coalition des organisations et Ong féminines du Mali (CAFO) et le Conseil national de la jeunesse malienne (CNJ) [99],[100]. Au même moment, les partisans des putschistes se réunissent autour du parti Solidarité africaine pour la démocratie et l'indépendance pour créer le mouvement populaire du 22 mars [98].

- Lundi 26 mars 2012, les frontières sont partiellement rouvertes à partir du 26 mars, pour permettre l’acheminement des denrées de premières nécessités et du carburant. L’espace aérien est ouvert uniquement au transport civil entre 20h et 1h du matin[101]. Dans une déclaration à la télévision malienne, le capitaine Amadou Sanogo appelle les rebelles touaregs « à cesser les hostilités et à rejoindre dans les plus brefs délais la table de négociation », précisant que « tout est négociable à l'exception de l'intégrité du territoire national et de l'unité de notre pays »[102].

- Mardi 27 mars 2012:
  - le couvre-feu est levé et deux prisonniers politiques sont libérés[103].
  - Les chefs d’États de la Cédéao réunis à Abidjan décident de suspendre le Mali de l’organisation afin de sanctionner les putschistes et d'envoyer une délégation composée des présidents ivoirien, béninois, burkinabé, nigérien et libérien[104].
  - Le CNRDR annonce l'adoption d'une loi fondamentale pour remplacer la constitution suspendue[105],[106].

- Jeudi 29 mars 2012 :
  - Des heurts se produisent entre partisans et opposants du putsch à la bourse du travail de Bamako[107]. Les manifestations à la bourse du travail sont interdites, les militaires arrêtent 26 leaders anti-putschistes, six sont retenus en détention au camp de Kati, les autres sont relâchés[108].
  - Une manifestation pro-putschiste sur le tarmac de l’aéroport de Bamako empêche l’avion transportant les délégations des chefs d’État de la Cédéao d’atterrir. Les présidents Alassane Ouattara, Boni Yayi, Blaise Compaoré, Ellen Johnson Sirleaf et Mahamadou Issoufou se retrouvent à Abidjan pour une réunion de crise[109]. La Cédéao lance un ultimatum à la junte, leur demandant de rétablir l’ordre constitutionnel dans un délai de 72 heures. À défaut, la Cédéao prendra des sanctions diplomatiques et financières contre la junte : interdiction de voyager et un gel des avoirs dans la région pour les membres de la junte mais aussi fermeture des frontières, la fermeture de l'accès aux ports des pays côtiers de la zone et un gel des comptes du Mali à la Banque centrale des États de l'Afrique de l'Ouest (BCEAO)[110].

- Vendredi 30 mars 2012 : 
  - Le MNLA et Ansar Dine prennent la ville de Kidal, l'armée évacuent les localités d'Ansongo et de Bourem[111].
  - Le Mouvement populaire du 22 mars (MP 22) organise un meeting qui rassemble un millier de personnes au stade du 26 mars pour soutenir le CNRDR[112].

- Samedi 31 mars 2012, le MNLA s'empare de la ville de Gao[113].

### Avril 2012
- Dimanche 1er avril 2012 :
  - La junte militaire ordonne à l'armée malienne de cesser les combats et de laisser la ville de Gao "ouverte"[114],[115]. Les rebelles pénètrent dans Tombouctou. Un civil a été tué par un éclat d’obus reçu au ventre. Selon des témoins joints par l’AFP, des scènes de pillages ont été observées, le directeur d’une succursale de banque a dénoncé le pillage du trésor, des banques, de la police, du gouvernorat et de l’hôpital. Des pillages des bâtiments publics ont également été signalés à Gao[116]. L’agence France-Presse rapporte des témoignages d’un fonctionnaire affirmant que le siège du Comité international de la Croix-Rouge a été pillé tout comme des banques et le Trésor, et d’un hôtelier affirmant que son hôtel a été détruit tout comme des bars par des hommes barbus criant « Dieu n’aime pas l’alcool »[117]. Radio Vatican annonce que l’église catholique de Gao a été détruite et que des chrétiens ont été physiquement menacés et ont dû fuir la ville[118].
  - Le capitaine Amadou Haya Sanogo annonce qu'il rétablit la Constitution de la république du Mali du 25 février 1992 et les institutions, et promet des « consultations avec les forces vives du pays » dans le cadre d'une « transition »[119]. Cette déclaration n'est pas suivie d'effet.

- Lundi 2 avril 2012 :
  - Ansar Dine prend le contrôle de Tombouctou et chasse les combattants du MNLA[120].
  - La Cédéao décide de la mise en place immédiate de sa force d’attente et un embargo total considérant que la junte n’a pas remis en place comme demandé l’ordre constitutionnel. Amadou Haya Sanogo prend acte de cette décision et déclare que « l'urgence est le recouvrement de l'intégrité territoriale »[121].

- Mardi 3 avril 2012 :
  - Trois chefs d’AQMI, Abou Zéid, Mokhtar Belmokhtar et Yahya Abou Al-Hammam sont signalés à Tombouctou où ils participeraient à une rencontre avec Iyad Ag Ghali, chef d’Ansar Dine et les imans de la ville[122].
  - les chefs d’État et de gouvernement de l’Union africaine réunis à Addis-Abeba (Éthiopie) prennent des sanctions (interdiction de voyager et gel des actifs) contre  « le chef et les membres de la junte militaire », « tous les individus et entités qui contribuent d'une façon ou d'une autre au maintien du statu quo anticonstitutionnel », ainsi que les « dirigeants et membres des groupes armés et rebelles dans le nord du Mali »[123].

- Mercredi 4 avril 2012 :
  - Le MNLA annonce mettre fin unilatéralement aux opérations militaires à compter du 5 avril à minuit (TU)[124].
  - le Conseil de sécurité des Nations unies a adopté une déclaration réitérant son appel en faveur du rétablissement immédiat de l'ordre constitutionnel et du gouvernement démocratiquement élu et demandant à la junte d’assurer la sécurité de toutes les personnalités maliennes et la libération de celles qui sont détenues[125],[126]. La junte annonce le report de la convention nationale qu’elle avait convoqué à partir du 5 avril. Les partis politiques et la société civile opposé au coup d’État ont annoncé leur refus d’y participer[127].

- Jeudi 5 avril 2012, le consulat d’Algérie à Gao est attaqué par les rebelles islamiques. Le consul et six autres diplomates algériens sont enlevés. Le Mouvement pour l'unicité et le jihad en Afrique de l'Ouest (Mujao) revendique l’enlèvement[128]. Le MNLA condamne cette attaque ainsi que les enlèvements et les actes d'agressions et de vandalisme[129].

- Vendredi 6 avril 2012 :
  - Par un communiqué publié sur son site, le MNLA déclare proclamer « irrévocablement, l’État indépendant de l’Azawad à compter de ce jour »[130],[131],[132]. Immédiatement, l'Union africaine rejette « totalement la prétendue déclaration d'indépendance ». Jean Ping, président de la commission de l'Union africaine condamne « fermement cette annonce, qui est nulle et sans aucune valeur » et affirme que « l'Union africaine et ses États membres ne ménageront aucun effort pour contribuer à rétablir l'autorité de la République du Mali sur l'ensemble de son territoire national et mettre un terme aux attaques perpétrées par des groupes armés et terroristes dans la partie nord du pays »[133]. Alain Juppé, ministre français des Affaires étrangères déclare que le France refuse d’accepter « la déclaration unilatérale d'indépendance qui a été faite par l'un des mouvements qui animent aujourd'hui ce qui se passe dans le nord du Mali, le MNLA » ajoutant que « La France est attachée à l'intégrité territoriale du Mali, il n'est pas question de remettre en cause la souveraineté de ce pays »[134]. L’Union européenne rejette cette indépendance[135].
  - La junte signe un accord de sortie de crise avec la médiation ouest-africaine dans lequel elle s’engage à rendre le pouvoir au civil après la démission du président de la république renversé lors du coup d’État[136]. Le président de l’assemblée nationale assurera la transition. L’accord prévoit la nomination d’un Premier ministre de transition qui aura tous les pouvoirs pour l’organisation des élections dans un délai de 40 jours. Une loi d’amnistie contre les auteurs du coup d’État sera adoptée.

- Dimanche 8 avril 2012 :
  - Le président Amadou Toumani Touré présente officiellement sa démission dans une lettre remis à Djibrill Bassolé, ministre des affaires étrangères burkinabè[136]. ** La Cédéao décide de lever toutes les sanctions prises contre le Mali[137].
  - Un nouveau groupe armé rebelle annonce sa création : le Front de libération nationale de l'Azawad. Composé quasi exclusivement d’Arabes de la région de Tombouctou, il est dirigé par un secrétaire général Mohamed Lamine Ould Sidatt, élu de la région, et par un état-major militaire, commandé par le lieutenant-colonel Housseine Khoulam, qui a fait défection de l'armée malienne. Il se fixe comme objectif « la libération de l'Azawad, l'instauration d'un climat de confiance entre ses communautés », « la sécurisation des personnes et des biens » et « l'instauration d'un cadre de dialogue pour une paix durable »[138].

- Mardi 10 avril 2012, la Cour constitutionnelle du Mali  constate officiellement la vacance de la présidence, annonce que Dioncounda Traoré, président de l'Assemblée nationale, assure l'intérim du président de la République et précise que « le scrutin en vue de l'élection du nouveau président de la République doit être organisé 21 jours au moins et 40 jours au plus à compter de la notification du présent arrêt »[139].

- Du lundi 16 au mercredi 18 avril 2012, des hommes politiques et des militaires proches du président renversé sont arrêtés par des hommes armés[140].

- Mardi 17 avril 2012, cheick Modibo Diarra est nommé Premier ministre[141].

- Jeudi 19 avril 2012, au soir, Amadou Toumani Touré quitte Bamako pour le Sénégal. les 22 responsables civils et militaires arrêtés les jours précédents, sont libérés mais toujours menacés de poursuites judiciaires ultérieures notamment pour détention d'armes, qui auraient été découvertes au domicile de certains d'entre eux, selon la gendarmerie[142].

- Mercredi  25 avril 2012, cheick Modibo Diarra forme un gouvernement de transition, réduit à 24 membres, composé surtout de techniciens et de militaires, avec notamment pour mission difficile de ramener la paix dans le nord du pays occupé par des groupes armés[143].

- Jeudi 26 avril 2012, à l'issue d'un sommet extraordinaire à Abidjan, la Cédéao annonce le déploiement d'une force régionale au Mali afin de « sécuriser les organes de la transition et le gouvernement intérimaire »  et « parer à toute éventualité dans l'hypothèse de l'usage de la force pour le recouvrement de l'intégrité territoriale du Mali » selon les explications fournies par Kadré Désiré Ouédraogo, président de la commission de la Cédéao[144].

- Lundi 30 avril 2012, des militaires paracommandos proches du président renversé Amadou Toumani Touré, communément appelé « bérets rouges », tentent de prendre d'assaut le siège de la télévision nationale. Les combats entre ces proches de l'ancien président et les militaires putschistes fidèles au capitaine Amadou Sanogo (« les bérets verts ») durent deux jours et font de nombreuses victimes, un bilan faisant état de 22 morts et des dizaines de blessés. Le Premier ministre Cheick Modibo Diarra appelle les Maliens a ne pas céder à la panique[145].

### Mai 2012
- Mercredi 9 mai 2012, les islamistes d'Ansar Dine prennent le contrôle de la ville de Gao[146].

- Lundi 14 mai 2012 :
  - Les chefs d'État de la Cédéao menacent de prendre des nouvelles sanctions contre les putschistes si ceux-ci continuer à bloquer le retour du pouvoir civil. Amadou Haya Sanogo demande au Premier ministre d'organiser une « convention nationale » afin de désigner le président de la transition[147].
  - À Gao, des centaines d'habitants manifestent contre les groupes armés qui contrôle la ville. Au moins cinq manifestants sont blessés[148].

- Vendredi 18 mai 2012, l'Assemblée nationale adopte à l'unanimité des 122 députés présents la loi d'amnistie prévue par l'accord-cadre du 6 avril. L'amnistie concerne les faits commis entre la période allant du 21 mars, date du début de la mutinerie de militaires ayant débouché, le 22 mars, sur le renversement des institutions, jusqu'au 12 avril 2012, date de la prestation de serment du Président de la République par intérim et concerne notamment les infractions de mutinerie, atteinte à la sûreté intérieure de l'État, atteinte à la sûreté extérieure de l'État, destructions d'édifices, opposition à l'autorité légitime, violences et voies de fait, homicide volontaire, involontaire, pillage, atteintes aux biens publics [149].

- Dimanche 20 mai 2012, un accord est conclu à Bamako entre les putschistes, les autorités intérimaires et la Cédéao qui fixe la durée la période de transition à 12 mois[150].

- Lundi 21 mai 2012 :
  - Une manifestation est organisée à Bamako contre le maintien de Dioncounda Traoré comme président de la transition. Pris à partie par des manifestants dans le palais présidentiel, le chef de l'État par intérim est violemment frappé. Le lendemain, l'assemblée nationale assimile cette agression à une tentative d'assassinat[151]. Mercredi 23, à la suite de son agression, Dioncounda Traoré part en France pour des examens médicaux[152].
  - Une radio de Niono appartenant au réseau Kayira, proche du parti Solidarité africaine pour la démocratie et l'indépendance, favorable aux putschistes, est incendiée tôt le matin[153].
- Samedi 26 mai 2012, le MNLA et Ansar Dine annonce leur fusion en vue de la création d'un État islamiste de l'Azawad. Cependant, deux jours plus tard, le MNLA dénonce cet accord à cause d'un désaccord lié à l'application de la charia voulue par Ansar Dine[154].

- Mercredi 30 mai 2012, le président béninois Thomas Boni Yayi, en visite officielle à Paris, annonce au cours d'une conférence de presse être favorable à la mise en place d'une force d'intervention africaine au Mali avec le soutien des Nations unies, avec un double objectif: l'accompagnement de la transition et la protection des autorités intérimaires et la sauvegarde de l'intégrité territoriale du Mali[155].

### Juin 2012
- Du dimanche 3 au mardi 5 juin 2012, se tient le premier congrès de l’Alliance de la communauté arabe du Mali à Nebkett Lahwach en Mauritanie qui affiche son « attachement à l’unité et l’intégrité territoriale du Mali » ainsi qu’à « à la cohabitation pacifique entre toutes les communautés nationales en général et celles du nord en particulier »[156].

- Mercredi 6 juin 2012 :
  - Une réunion de concertation sur la situation au Mali à Lomé, en marge du sommet de l’Union économique et monétaire ouest-africaine (UEMOA), réunit les chefs d'État des pays de la CEDEAO ainsi Daniel Kablan Duncan, ministre des Affaires Étrangères de Côte d'Ivoire et Président du Conseil des ministres de la CEDEAO, Djibrill Bassolé, ministre des Affaires étrangères du Burkina Faso; Kadré Désiré Ouédraogo, Président de la Commission de la CEDEAO, Saïd Djinnit, Représentant Spécial du Secrétaire Général des Nations unies pour l’Afrique de l’ouest et Modibo Diarra, Premier ministre du Mali. Ils condamnent les exactions commises par les groupes armés au nord Mali, réaffirment leur décision d’envoyer des troupes au Mali et demandent « aux Présidents en exercice de la CEDEAO et de l’Union africaine de saisir le Conseil de Sécurité des Nations Unies afin d’obtenir un mandat autorisant le déploiement des troupes sous le chapitre 7 de la Charte des Nations Unies pour mener toutes les actions nécessaires au rétablissement de l’intégrité territoriale du Mali et au besoin par l’usage de la force ». Ils réaffirment également « la non-reconnaissance du CNRDRE par la CEDEAO et de tout statut de Chef d’État ou d’ancien Chef d’État au Capitaine Amadou Sanogo »[157].
  - L’hebdomadaire français Le Canard enchaîné, citant une source de la Direction du renseignement militaire français, affirme que le Qatar financerait les mouvements qui occupent le nord du Mali, MNLA, Ansar Dine, AQMI et MUJAO[158].

- Jeudi 7 juin 2012, le gouvernement réuni en conseil des ministres adopte un projet de loi portant « prorogation du mandat des Députés de la IVème législature de l’Assemblée Nationale » pour toute la durée de la transition[159].

- Dans la nuit du jeudi au vendredi 8 juin 2012, des combats près de Kidal opposent les indépendantistes du MNLA et des partisans d’Ansar Dine[160].

- Lundi 11 juin 2012 : 
  - Le président français François Hollande, à l’issue d’une rencontre avec le président nigérien  Mahamadou Issoufou, déclare craindre « l’installation de groupes terroristes au nord-Mali » et déclare que la France soutiendra la demande des pays africains pour une résolution de l’Onu[161].
  - Le mouvement d’autodéfense Ganda Izo (qui signifie « les fils du terroir » en langue Songhaï) dirigé par Amadou Seybou Diallo déclare dans un communiqué  se donner « comme mission de libérer les régions occupées au lieu d’assister impuissamment à l’asservissement des populations par des terroristes sans foi ni loi »[162].

- Mardi 26 juin 2012, une manifestation initiée par un collectif dénommé « nous pas bouger » réunit des femmes, des jeunes et des enfants à Gao à la suite de l’assassinat la veille au soir d’un enseignant élu local de l’Alliance pour la démocratie au Mali-Parti africain pour la solidarité et la justice.  Les hommes du MNLA auraient tiré sur la foule faisant un mort et des blessés[163].

- Mercredi 27 juin 2012, des violents combats opposent le MNLA aux combattants du MUJAO à Gao, faisant au moins vingt morts. Le MUJAO prend le contrôle de la ville et fait fuir les indépendantistes touaregs du MNLA[164].Voir aussi : Bataille de Gao (juin 2012).

### Juillet 2012
- Mercredi 4 juillet 2012, le Collectif des ressortissants du Nord-Mali (Coren) organise un sit-in sur la place de l’indépendance à Bamako pour protester contre l’inaction du gouvernement pour libérer les régions du nord du Mali[165].

- Mardi 17 juillet 2012, les journalistes organisent une « journée presse morte » et manifestent à Bamako pour dénoncer les intimidations, les agressions et les violences dont les journalistes sont victimes depuis le coup d'État[166].

- Vendredi 27 juillet 2012, le président par intérim Dioncounda Traoré, hospitalisé en France après son agression le 21 mai, rentre au Mali[167].

- Dimanche 29 juillet 2012 :
  - Dioncounda Traoré annonce la création de nouveaux organes de la transition et précise qu'il se charger de la formation du gouvernement d'union nationale exigé par la Cédéao[167].
  - À Aguel'hoc, un homme et une femme ayant eu deux enfants hors mariage ont été lapidés en public par des islamistes d’Ansar Dine au nom de la charia[168].

- Mardi31 juillet 2012 :
  - Le parti d’opposition Solidarité africaine pour la démocratie et l'indépendance  (SADI) annonce avoir déposé un recours en annulation des décisions de la CEDEAO contre la décision de prolonger de douze mois la transition et de maintenir Dioncounda Traoré comme président par intérim[169].
  - Amnesty International publie un rapport qui dénonce les exactions commises par l’ex-junte militaire en faisant état de tortures et sévices sexuels commis sur 21 militaires arrêtés et la disparition de 21 personnes. L’association demande aux autorités maliennes d'ouvrir des enquêtes sur ces disparitions forcées, les exécutions extrajudiciaires et les tortures[170].

### Août 2012
- Samedi 4 août 2012, le président par intérim Dioncounda Traoré termine ses consultations des forces vives de la nation débutées le lundi 30 juillet 2012 en vue de la constitution d’un gouvernement d’union nationale[171].

- Dimanche 5 août 2012
  - À Gao, un animateur d’une radio est battu par des islamistes qui lui reprochaient d’avoir relaté une manifestation contre l’amputation de la main d’un voleur[172].
  - la Coalition malienne des droits de l’enfant (Comad), organisme regroupant 78 associations maliennes et internationales, présente une enquête dénonçant le recrutement d’enfants soldats par les groupes armés islamistes. Mamoud Lamine Cissé, président de la Comad affirme que « la situation est très grave et inquiétante, pour nous, organisations défenseurs des droits de l’homme et de l’enfant, parce que nous avons des informations de sources concordantes que des centaines d’enfants, entre 9 ans et 17 ans, sont en train d’être exploités à des fins militaires et idéologiques, en toute impunité, par des groupes armés au nord du Mali »[173].

- Lundi 6 août 2012 :
  - Une manifestation rassemblant quelques centaines de personnes réclamant la démission de président par intérim Dioncounda Traoré est dispersée par la police[167].
  - La mine d’or de Gounkoto dans le Cercle de Kéniéba est inaugurée. Cette neuvième mine d’or au Mali dont les réserves d’or sont évaluées à 51,4 tonnes et dont le capital est détenu à 80 % par la société africaine Randgold et à 20 % par l'État malien, devrait permettre la création de 600 emplois et procurer à l'État 250 milliards de francs CFA pendant huit ans[174].

- Mardi 7 août 2012 :
  - Le procès des organisateurs de la manifestation du 21 mai, réclamant le départ du président intérimaire qui s’est terminé par l’agression de Dioncounda Traoré, et celui des accusés de cette agression a lieu à Bamako. Le procureur général Sarambé Coulibaly a réclamé six mois de prison contre les accusés et de un à cinq ans de prison pour les trois leaders de la Coordination des organisations patriotiques du Mali (Copam), Hamadoun Amio Guindo, Younouss Hameye Dicko et Rokhia Sanogo, organisateurs de la manifestations accusés de troubles à l’ordre public[175].
  - Iyad Ag Ghali, dirigeant d’Ansar Dine, déclare, après avoir rencontré Djibrill Bassolé, ministre burkinabè des Affaires étrangères, accepter la médiation du président du Burkina Faso Blaise Compaoré[176].

- Mercredi 8 août 2012, le président par intérim Dioncounda Traoré signe un décret nommant le capitaine Amadou Haya Sanogo président du Comité militaire de suivi de la réforme des forces de défense et de sécurité[177].

- Dimanche 12 août 2012, le président par intérim Dioncounda Traoré reconduit le Premier ministre Cheick Modibo Diarra dans ses fonctions et lui demande de former un gouvernement d’union nationale dans les 72 heures[178].

- Mercredi 15 août 2012 :
  - Le Bureau des Nations unies pour la coordination des Affaires humanitaires (Ocha) publie un rapport faisant état au 10 août de 261 624 réfugiés maliens enregistrés dans les pays voisins et 174 000 déplacés à l’intérieur du territoire malien[179].
  - Le gouvernement réuni en conseil des ministres adopte un projet de loi portant prorogation du mandat des conseillers nationaux. Les conseillers nationaux qui siègent au Haut conseil des collectivités ont été élus en 2007. Les élections auraient dû se dérouler le 25 mars 2012 mais n’ont pu avoir lieu à la suite du coup d’État militaire du 22 mars 2012. Le mandat des conseillers nationaux est proroger jusqu’à l’élection des nouveaux conseillers[180].

- Lundi 20 août 2012, le président par intérim Dioncounda Traoré signe le décret nommant le nouveau gouvernement d’union nationale[181].

- Mercredi 22 août 2012, Oussama Ould Abdel Kader, un des porte-parole du Mujao, annonce l’interdiction de la diffusion de toute musique dite "profane" sur les radios privées[182].

- Samedi 25 août 2012,L’Union sportive de Bougouni remporte la 52e édition de la Coupe du Mali de football en battant 2-1 le club bamakois des Onze Créateurs de Niaréla[183].

- Mardi 28 août 2012, le tribunal de première instance de la commune III de Bamako condamne les auteurs de l’agression du président intérimaire Dioncouda Traoré le 21 mai à six mois de prison avec sursis. Les trois leaders de la Copam, Hamadoun Amion Guindo, Younouss Hamèye Dicko et Rokia Sanogo, reconnus coupables du délit de complicité de troubles graves à l’ordre public, sont condamnés à la même peine[184].

- Jeudi 30 août 2012,le président par intérim Dioncounda Traoré sollicite dans un courrier adressé au secrétaire général des Nations unies Ban Ki-moon « l’appui et l’accompagnement nécessaires au renforcement de capacités (du Mali), notamment en matière d’assistance humanitaire, de négociation et de réforme des forces de défense et de sécurité »[185].

### Septembre 2012
- Dimanche 2 septembre 2012,le Mouvement pour l'unicité et le jihad en Afrique de l'Ouest (MUJAO) annonce l’exécution de Tahar Touati, vice-consul algérien à Gao, un des otages algériens détenus par le mouvement depuis cinq mois[186].

- Mardi 4 septembre 2012, le président malien par intérim Dioncounda Traoré demande officiellement par courrier au président de la Cédéao Alassane Ouattara« l'aide de l'organisation de la Cédéao dans le cadre du recouvrement des territoires occupés du Nord et de la lutte contre le terrorisme »[187].

- Samedi 8 septembre 2012, des soldats maliens ont ouvert le feu et tué seize prédicateurs musulmans dans la localité de Diabaly. Les militaires maliens les auraient considérés par erreur comme des combattants islamiques. Les victimes sont des arabes de nationalité malienne et mauritanienne appartenant à confrérie Dawa qui se rendaient à Bamako. Le gouvernement malien présente ses regrets à la Mauritanie et ordonne une enquête pour déterminer les circonstances de cette fusillade. Le président mauritanien Mohamed Ould Abdel Aziz qualifie de « crime odieux (...) commis en raison des circonstances politiques et sécuritaires difficiles que traverse ce pays frère »[188].

- Dimanche 9 septembre 2012, Nabil Abou Alqama, émir de l’organisation terroriste AQMI, meurt dans un accident de voiture à 200 km de Gao[189].

- Lundi 10 septembre 2012, les islamistes du Mouvement pour l'unicité et le jihad en Afrique de l'Ouest (MUJAO) précédent à l’amputation de cinq braqueurs à Gao[190].

- Mercredi 12 septembre 2012, le gouvernement réuni en conseil des ministres a accordé la licence à un troisième opérateur téléphonique au Mali, dénommé Alpha télécom Mali[191].

- Dimanche 16 septembre 2012, les islamistes d’Ansar Dine procèdent à l’amputation d’une main d’un voleur à Tombouctou[192].

- Vendredi 21 septembre 2012, le président par intérim Dioncounda Traoré appelle dans une déclaration à la Nation à la veille de la fête nationale les groupes armés au nord au dialogue et à la négociation[193].

- Samedi 22 septembre 2012, le colonel major Yamoussa Camara, ministre malien de la Défense, rencontre à Abidjan Alassane Ouattara, président en exercice de la Cédéao et déclare que le Mali est d’accord pour un déploiement « discret » des forces de la Cédéao à Bamako[194].

- Dimanche 23 septembre 2012 :
  - Le gouvernement malien et la Cédéao ont entériné un accord qui prévoit que les forces armées de la Cédéao appuieront les soldats maliens pour la reconquête du nord du pays[195].
  - Le MUJAO et Ansar Dine se dise prêt à négocier avec le gouvernement malien à la condition que celui-ci accepte l’imposition de la charia[196].

- Lundi 24 septembre 2012, un responsable du MNLA, Ibrahim Ag Mohamed Asseleh, membre du Conseil de transition de l'Azawad a menacé la mise en œuvre d’« alliances de circonstance avec les groupes islamistes et terroristes » si une intervention militaire avait lieu avant qu’un accord soit trouvé entre indépendantistes touaregs et le gouvernement malien[197].

- Vendredi 28 septembre 2012,une manifestation, organisée par la Coordination des organisations patriotiques du Mali (Copam) favorable aux putschistes, a rassemblé une centaine de personnes à Bamako protestant contre le blocage des armes destinées à l’armée malienne à Conakry et le projet d’intervention d’une force ouest-africaine pour la reconquête du nord du pays[198].

- Samedi 29 septembre 2012, les combattants d’Ansar Dine détruisent à la hache le mausolée d'Alfa Mobo, un saint musulman, à Goundam[199].

### Octobre 2012
- Samedi 6 octobre 2012, à Tombouctou, une centaine de femmes manifestent contre l’imposition de la charia par les islamistes d’Ansar Dine[200].

- Dimanche 7 octobre 2012, le MNLA présente au président burkinabè, Blaise Compaoré, médiateur de la crise malienne pour la Cédéao, sa plate-forme politique dans laquelle il demande « le droit à l’autodétermination » et non plus l’indépendance de l'Azawad[201].

- Vendredi 12 octobre 2012, le Conseil de sécurité des Nations unies adopte à l’unanimité la résolution 2071 présentée par la France. Cette résolution appelle les autorités maliennes à engager un dialogue politique avec les groupes rebelles maliens et les représentants légitimes de la population locale du Nord du Mali. Elle menace de sanctions les groupes armés au Nord-Mali qui ne se dissocieraient pas des mouvements terroristes. Afin de « donner suite à la demande des autorités de transition maliennes qu’une force militaire internationale prête son concours aux forces armées maliennes en vue de la reconquête des régions occupées du nord du Mali », elle demande au secrétaire général des Nations unies, en lien avec la Cédéao et l’Union africaine de remettre dans les 45 jours un rapport détaillé notamment sur « les moyens et modalités du déploiement envisagé et, en particulier, le concept d’opérations, les capacités de constitution de la force, ses effectifs et les coûts financiers de soutien »[202],[203].

- Samedi 20 octobre 2012, dans un entretien publié par l’Agence Nouakchott Information, le nouvel émir d’AQMI, Yahya Abou El-Hammam, menace la France  en déclarant qu’une intervention militaire dans le nord du Mali signerait « l'arrêt de mort des otages français »[204].

- Mercredi 24 octobre 2012, l’Union africaine annonce la réintégration en son sein du Mali, qui en avait été suspendu à la suite du coup d’État du 22 mars 2012[205].

- Samedi 27 octobre 2012, des islamistes qui contrôlent la ville détruisent le Monument de l’indépendance à Tombouctou[206].

### Novembre 2012
- Mardi 6 novembre 2012, a l’issue d’une rencontre à Ouagadougou avec le président burkinabè Blaise Compaoré, médiateur de l'Afrique de l'Ouest dans la crise malienne, les délégations d’Ansar Dine a fait une déclaration pour rejeter « toute forme de terrorisme » sans cependant se démarquer de ses alliés MUJAO et AQMI[207].

- Dimanche 11 novembre 2012, les chefs d’État de la Communauté économique des États de l'Afrique de l'Ouest (CEDEAO) se sont réunis à Abuja (Nigeria et ont validé le projet d’envoi d’une force africaine constitué de 3 300 soldats pour appuyer l’armée malienne pour la reconquête du nord du Mali. Le principe de la Mission de la Cédéao au Mali doit être validé par le Conseil de sécurité des Nations unies. Mahamadou Djeri Maïga, vice-président du MNLA déclare à RFI refuser « toute intervention militaire sur le territoire de l’Azawad sans un règlement politique du différend qui nous oppose au Mali ». Un responsable d’Ansar Dine menace qu’en cas d’intervention militaire que « c’est toute la sous-région qui pourrait s’embraser »[208].

- Mercredi 14 novembre 2012, à Ouagadougou, Hamada Ag Bibi, un des responsables du mouvement Ansar Dine, affirme que son groupe « renonçait à imposer la charia dans tout le Mali mais exigeait de l'appliquer dans son fief de Kidal » tandis que Mohamed Ag Aharib, porte-parole d’Ansar Dine précise qu’il souhaite « étendre l'application de la loi islamique à toute la région du nord du Mali »[209].

- Vendredi 16 novembre 2012 :
  - Des violents combats opposent des combattants touaregs du MNLA et ceux du MUJAO à Gao. Le MNLA tente en vain de reconquérir la ville prise par le MUJAO en juin 2012[210].
  - À Tombouctou, les islamistes d’AQMI arrêtent des dizaines de femmes non voilées et leur faire subir des brimades (coups de fouet)[211].

- Lundi 19 novembre 2012, après plusieurs jours d’accrochages dans la région, des combats meurtriers opposent les combattants du MNLA et ceux du MUJAO à Ménaka. Le MUJAO contrôle désormais la ville (voir : Deuxième bataille de Ménaka)[212],[213].

- Mardi 20 novembre 2012, un Français, Gilberto Rodriguez Léa, a été enlevé par des jihadistes à Diéma. L’enlèvement est revendiqué deux jours plus tard par le Mouvement pour l'unicité et le jihad en Afrique de l'Ouest (MUJAO), revendication confirmée par une vidéo diffusée sur un site d’information en ligne mauritanien le 26 novembre 2012, dans laquelle l’otage lit un message demandant aux autorités françaises de répondre favorablement aux revendications du MUJAO[214].

- Jeudi 22 novembre 2012 à Paris, le représentant spécial de la France pour le Sahel Jean Félix-Paganon reçoit une délégation du MNLA conduite par son chef Bilal Ag Acherif. Si le MNLA souhaite l’ouverture de négociations politiques, la France réaffirme sa volonté que l'intégrité territoriale du pays soit rétablie[215].

- Samedi 24 novembre 2012 au palais des congrès de Bamako, les leaders religieux organisent une rencontre et s’expriment contre les extrémistes qui contrôlent le nord du Mali[216].

- Mercredi 28 novembre 2012, la chaine de télévision Al Jazeera diffuse une vidéo dans laquelle le dirigeant d’AQMI Abdelmalek Droukdel menace la France et les chefs d’État africains en cas d’intervention militaire dans le nord du Mali et enjoint à la population malienne d'épouser les idées du groupe Ansar Dine et d'imposer la charia même dans la partie sud du Mali. Cette vidéo est ensuite diffusée sur internet sur les forums djihadistes proches d’Al-Qaïda[217],[218].

### Décembre 2012
- Samedi 1er décembre 2012 à Bamako, l'Alliance des démocrates patriotes pour une sortie de crise (ADPS), regroupement d’une quinzaine de partis politiques maliens et d’associations, présidée par l’ancien Premier ministre Soumana Sako, organise  un forum sur le nord Mali, appelant à sa libération et exprimant des réserves sur les médiations de l'Algérie et du Burkina Faso, exprimant, selon Soumana Sako, son désaccord « pour négocier quoi que ce soit avec des rebelles séparatistes, minoritaires, dirigeants autoproclamés non élus »[219].

- Lundi 3 et mardi 4 décembre 2012, les transporteurs routiers du Mali observent une grève de 48 heures, aucun minibus « Sotrama »ne circule à Bamako, les revendications portent notamment sur la fin des tracasseries policières et le « racket des policiers »[220].

- Mardi 4 décembre 2012 à Ouagadougou, le président burkinabè Blaise Compaoré reçoit séparément puis ensemble les représentants du gouvernement malien, du MNLA et d’Ansar Dine. Djibrill Bassolé, ministre burkinabè des Affaires étrangères, dans une déclaration finale, indique qu’ils ont reconnu la nécessité de créer « un cadre de dialogue intermalien » basé sur plusieurs principes : « l’union nationale et de l’intégrité territoriale »; le respect «« des droits de l’homme et de la liberté religieuse » et le rejet, également, de «« toute forme d’extrémisme et de terrorisme »[221].

- Mardi 11 décembre 2012, le Premier ministre cheick Modibo Diarra présente sa démission et celle de son gouvernement. Malgré les démentis du capitaine Amadou Haya Sanogo, le Premier ministre aurait été forcé à démissionner et placé sous résidence surveillée par les militaires[222].  Le soir même, le président par intérim Dioncounda Traoré nomme Diango Cissoko Premier ministre[223]. Dans une interview à RFI le 13 décembre, Pierre Buyoya, haut représentant de l'Union africaine pour le Mali et le Sahel déclare que « l'Union africaine condamne les conditions dans lesquelles Cheick Modibo Diarra a été forcé de démissionner par les militaires. Nous souhaitons que cet incident malheureux soit un tournant pour le Mali »[224].

- Samedi 15 décembre 2012, le Premier ministre Diango Cissoko nomme son gouvernement. La plupart des ministres du gouvernement précédent, à l’exception des proches de l’ancien Premier ministre cheick Modibo Diarra, sont maintenus. Amadou Koïta, porte-parole du Front Uni pour la sauvegarde de la démocratie et la République, opposé au putsch militaire, déclare soutenir ce gouvernement[225].

- Jeudi 20 décembre 2012, Le Conseil de sécurité des Nations unies adopte à l’unanimité une résolution qui autorise une intervention militaire dans le nord du Mali en cas d’échec des négociations politiques. Elle autorise « le déploiement sous conduite africaine d’une Mission internationale de soutien au Mali pour une période initiale d'une année »[226].

- Vendredi 21 décembre 2012, Bay Dikmane et Mohamed Ag Akharib représentants respectifs du MNLA et d’Ansar Dine, réunis à Alger, signent un accord qui prévoit la sécurisation du nord du Mali et des négociations avec le gouvernement malien. Le représentant d’Ansar dine refuse de négocier sur l’application de la charia[227].

- Dimanche 23 décembre 2012, les islamistes d’AQMI et d’Ansar Dine détruisent de nouveaux les mausolées à Tombouctou[228].

- Lundi 24 décembre 2012, la compagnie aérienne Air Mali annonce la suspension de ses activités pour une durée de neuf mois en raison de la situation politique et économique du pays[229].